# Paid time off
En anglais les Paid time off, planned time off , ou personal time off (PTO) sont une politique contenue dans certains manuels de l'employé (en)  qui fournit une banque d'heures dans laquelle l'employeur regroupe les jours de maladie, les jours de vacances et les jours personnels que les employés peuvent utiliser à façon, lorsque le besoin ou le désir se produit. Cette politique s'applique principalement aux États-Unis, où il n'existe pas d'exigence légale fédérale concernant un nombre minimum de jours de vacances payés (voir également la Liste des congés de travail minimum légaux par pays (en) ). Au lieu de cela, les entreprises américaines déterminent le nombre de PTO qui seront accordés à leurs employés, tout en gardant à l’esprit les bénéfices liés au recrutement et à la fidélisation des employés.
Généralement, les heures PTO couvrent tout, des vacances planifiées aux jours de maladie, et sont de plus en plus répandues dans le domaine de la gestion des ressources humaines. Contrairement aux plans de congés plus traditionnels, les heures PTO ne font pas de distinction entre les absences des employés et les journées personnelles, les jours de vacances ou les jours de maladie. Lors de l'embauche, l'entreprise détermine le nombre d'heures PTO qui seront allouées par an et une politique de « renouvellement ». Certaines entreprises laissent les heures PTO s'accumuler pendant un an seulement, et les heures inutilisées disparaissent à la fin de l'année. Certains heures PTO peuvent également s'adapter à des circonstances inattendues ou imprévisibles telles que la fonction de juré (en) , le service militaire et le congé de deuil. Les plans bancaires de PTO n'incluent généralement pas de congé d'invalidité (Disability insurance (en)) de courte ou de longue durée, d'indemnisation des accidents du travail, de congé familial et médical (en), de congé sabbatique ou de service communautaire (en).
On ne sait pas exactement quand les plans de type banque PTO ont été utilisés pour la première fois sur le marché du travail. Dans une étude menée en 2010 par WorldatWork, 44 % des 387 entreprises interrogées ont déclaré avoir commencé à utiliser des plans de type banque PTO avant l'an 2000.
Depuis 2020, l’utilisation de la PTO a diminué.

## Histoire
Un des premiers exemples de PTO, à la fin du XIXe siècle en Australie, a été celui d'Alfred Edments (en) qui a accordé à chaque employé une quinzaine de jours de congé avec plein salaire, et en cas de maladie, Edments a continué à payer leurs salaires.

## Tendances de la main-d'œuvre
Une étude longitudinale menée par World at Work auprès de plus de 1 000 organisations de différentes tailles a conclu qu'au cours des dernières années, les plans PTO sont devenus plus activement utilisés par l'ensemble du personnel. En 2002, environ 71 % des organisations utilisaient le système traditionnel de congés payés distingué, et environ 28 % utilisaient le système de type banque PTO. Depuis 2010, le recours au système traditionnel de congés payés est tombé à 54 %, tandis que le recours au système banque PTO a augmenté pour atteindre environ 40 % de toutes les organisations.
Des informations récentes peuvent indiquer que les plans de type banque PTO sont difficiles à mettre en œuvre dans les très grandes organisations. En 2010, seules 32 % des organisations de plus de 20 000 employés disposaient d’un système de type banque PTO. Cependant, 51 % des organisations comptant entre 10 000 et 19 999 employés disposaient de plans de type banque PTO. Dans les organisations de moins de 100 employés, 48 % disposaient de plans de type banque PTO.
Dans l’étude réalisée en 2010 par World at Work, des différences industrielles ont également été constatées. 97 % des organisations du secteur de l'éducation utilisent des plans de congé payé traditionnels, et seulement 3 % d'entre elles utilisent un système de type banque PTO. D'autre part, 80 % des organisations du secteur des soins de santé et de l'assistance sociale (en) utilisent des systèmes de type banque PTO.
En 2012, près d'un employé sur cinq aux États-Unis bénéficiait d'un congé sous la forme d'un plan banque PTO, mais les contours de ces politiques sont souvent mal compris, notamment en dehors de la communauté des ressources humaines.
Parmi les salariés bénéficiant de congés payés, les salariés les moins bien rémunérés sont moins susceptibles d’avoir accès à une banque de PTO qu'à un système traditionnel de congés payés. 51 % des employés du quartile de salaire moyen le plus bas ont accès à des vacances, et seulement 9 % des employés les moins bien payés ont accès à une banque PTO. 89 % des salariés du quartile salarial le plus élevé ont accès à des vacances et 28 % ont accès à une banque PTO.
Il existe également une différence de PTO selon le statut d’emploi. 9 % des salariés à temps partiel ont accès à une banque de PTO, contre environ 23 % des salariés à emploi à temps plein (en)  .
14 % des organisations syndiquées ont accès à des plans de type banque PTO .

### Durée de service
Les congés payés augmentent généralement avec les années de service dans une organisation. Cela offre un avantage plus important aux employés qui travaillent dans l’organisation depuis plus longtemps.
| Années de service         | Jours moyens par an |
| ------------------------- | ------------------- |
| Moins de 1 an             | 14                  |
| 2 ans de service          | 17                  |
| 3 ans de service          | 18                  |
| 4 ans de service          | 18                  |
| 5 ans de service          | 21                  |
| 6 ans de service          | 23                  |
| 7 ans de service          | 23                  |
| 8 ans de service          | 23                  |
| 9 ans de service          | 23                  |
| 10 ans de service         | 25                  |
| 11 ans de service         | 26                  |
| 12 ans de service         | 26                  |
| 13 ans de service         | 26                  |
| 14 ans de service         | 26                  |
| 15 ans de service         | 27                  |
| Plus de 15 ans de service | 27+                 |

Source : Society for Human Resource Management, 2004 SHRM Benefits Survey.
Informations supplémentaires : PTO aux États-Unis 
Environ douze États, dont Washington DC, ont actuellement une législation en place pour réglementer les congés de maladie payés. Le Nevada et le Maine, qui ont tous deux adopté des lois en 2019, ont les seules politiques stipulant que le PTO mandaté par l'État peut être utilisée pour des choses autres que des maladies.

## Différences entre les juridictions
Puisqu'il n'y a pas d'exigences fédérales aux États-Unis, les États doivent chacun déterminer leurs réglementations respectives en matière de PTO dans le droit du travail de l'État. Pour cette raison, les employeurs doivent non seulement en être conscients, mais également établir et suivre une politique écrite formelle concernant les PTO. Ne pas établir formellement des politiques de PTO peut entraîner une violation du code de l'État et la politique ne sera pas légalement applicable.

### Californie
Les vacances sont légalement acquises selon le langage formel du Code du travail de Californie. Les vacances ne peuvent être perdues une fois gagnées, et les soldes inutilisés doivent être payés à la résiliation.

### Pennsylvanie
Il n'existe pas de loi du travail en Pennsylvanie qui oblige un employeur à rémunérer un employé pour qu'il ne travaille pas. Les avantages sociaux tels que les congés de maladie, les indemnités de vacances et les indemnités de départ sont des paiements versés à un employé pour ne pas être au travail. Par conséquent, un employeur ne doit payer ces prestations que s’il a une politique visant à les verser ou un contrat avec vous pour les payer. Un employeur doit suivre ses propres règles pour ce type de paiements.
En fait, la plupart des États n'exigent pas que les soldes de vacances non utilisés soient payés en cas de licenciement, et très peu d'États ont des règles formelles protégeant les employés contre les changements dans la politique de vacances ; cependant, tous les États doivent se conformer aux lois fédérales du travail telles que le Family and Medical Leave Act of 1993 (en).

### Ville de New York
En janvier 2014, 16 jours après son entrée en fonction, le maire Bill de Blasio a proposé une législation sur les congés de maladie payés pour étendre ce droit à davantage de New-Yorkais, dont 200 000 ne bénéficiaient d'aucun congé de maladie payé. La loi est entrée en vigueur le 1er avril et s'applique à tous les travailleurs des entreprises de cinq salariés ou plus, y compris ceux exclus en vertu de la législation précédente qui s'appliquait aux entreprises de 15 salariés ou plus.